# Integrierte Gesamtschule Willy Brandt Magdeburg

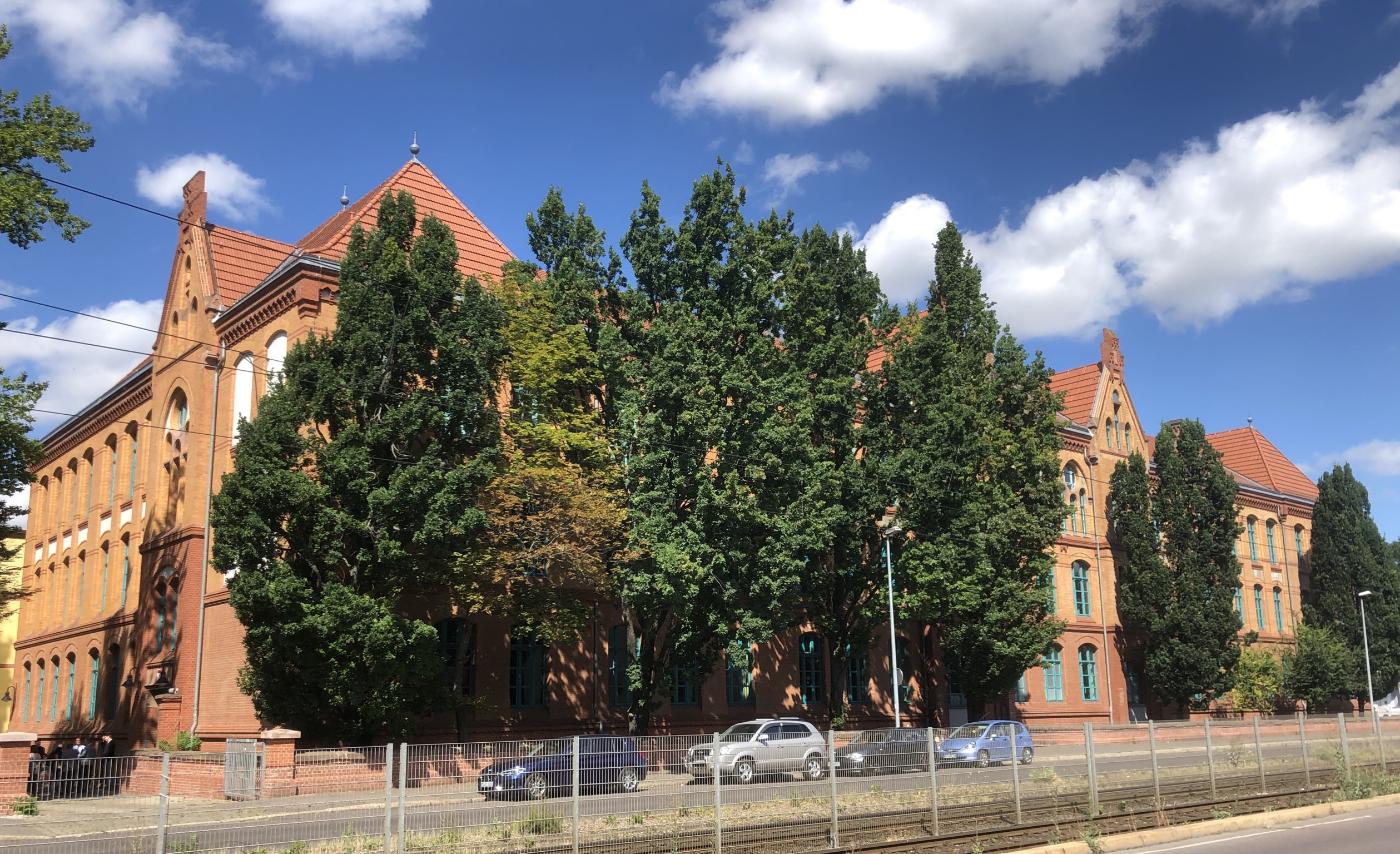
Integrierte Gesamtschule Willy Brandt Magdeburg, Blick von Südosten 2020

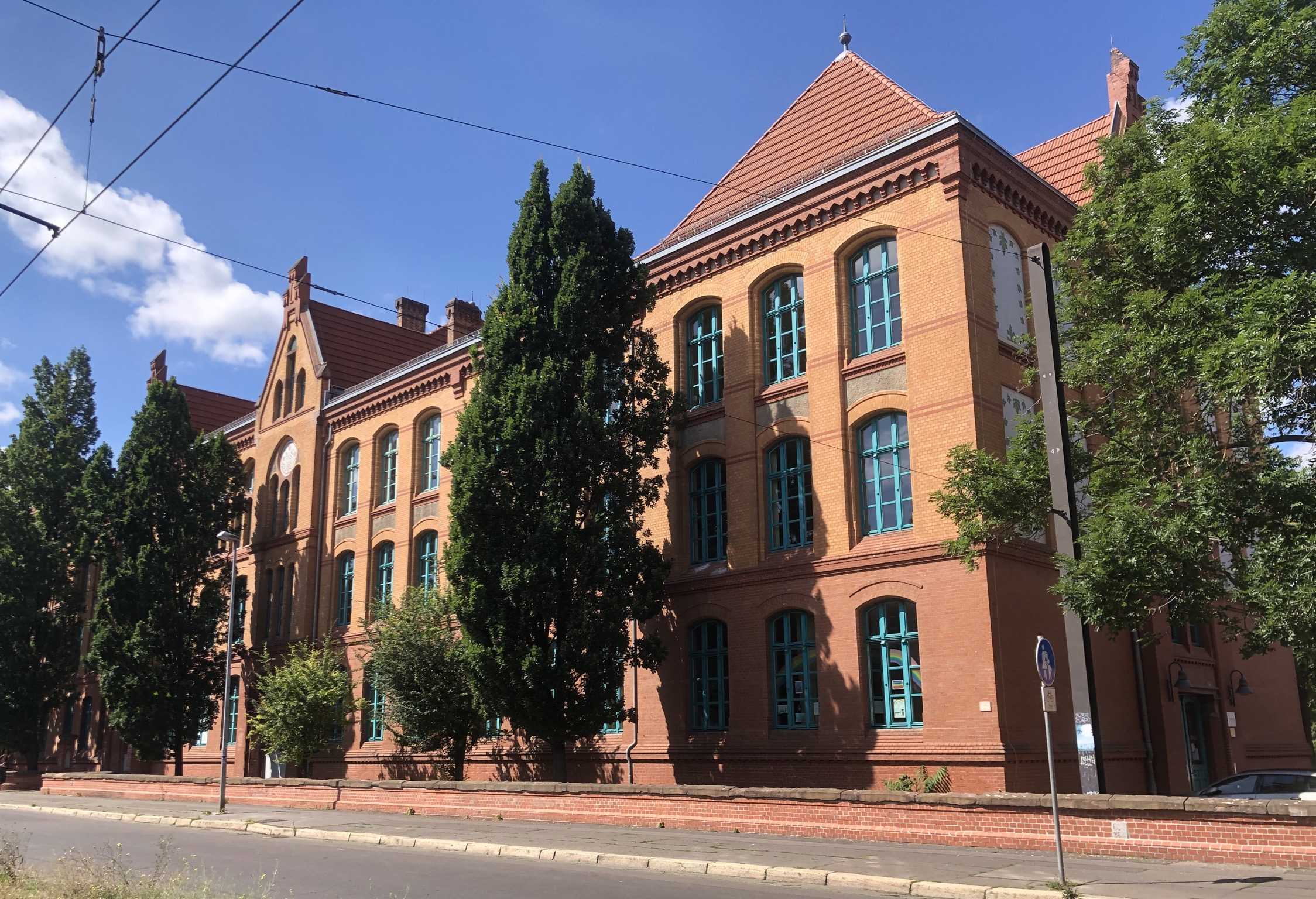
Blick von Nordosten

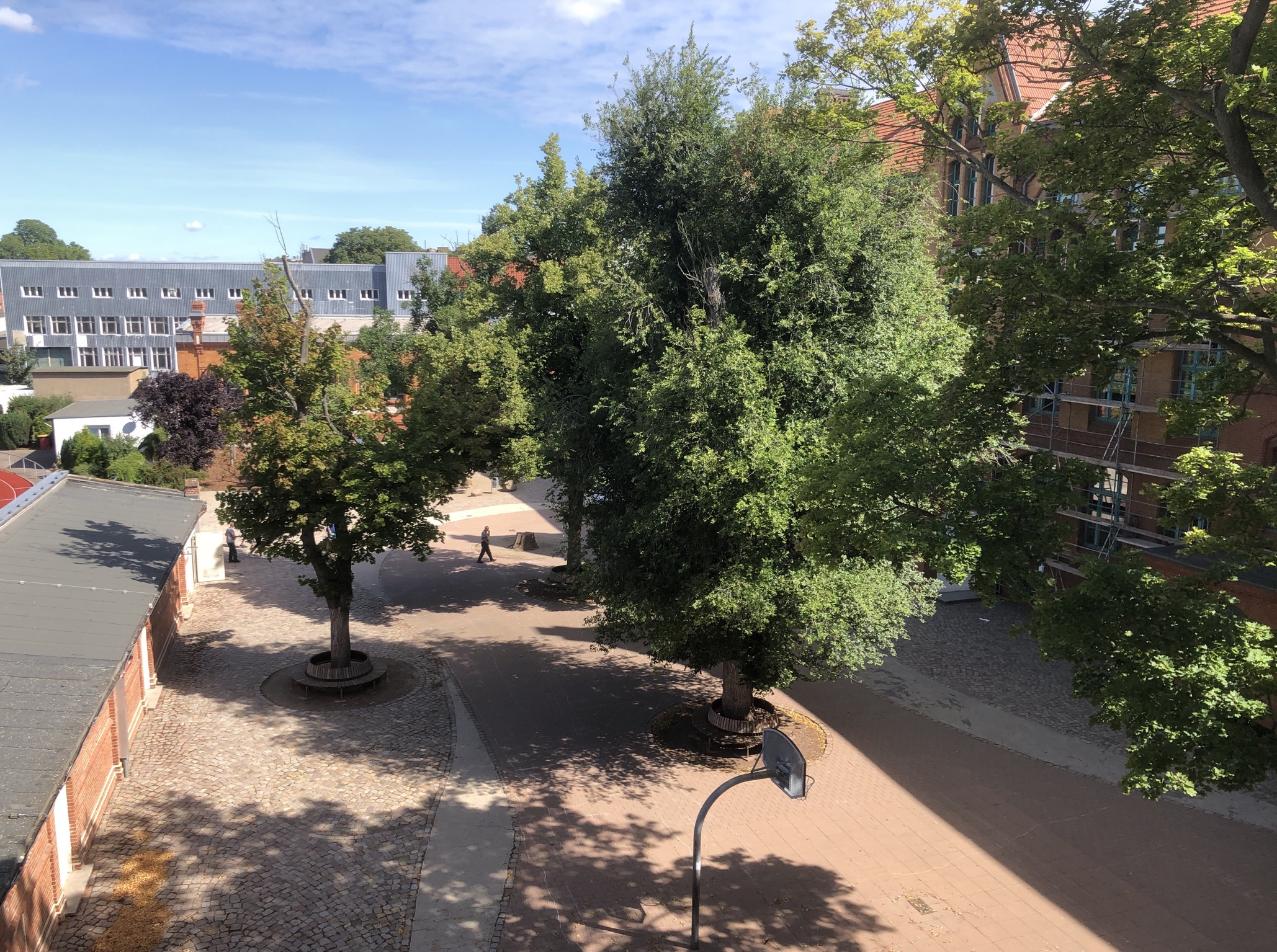
Schulhof westlich des Altbaus

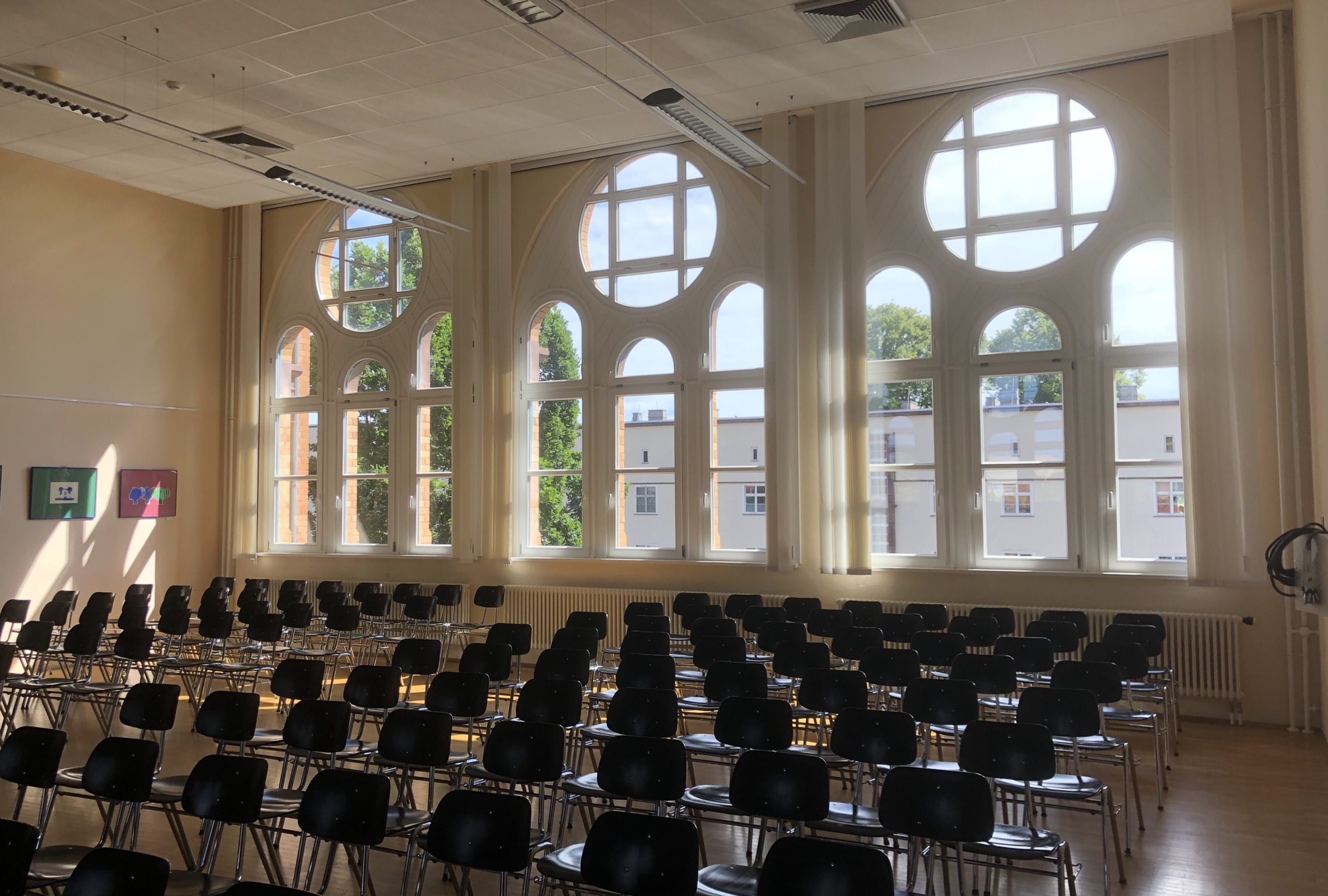
Aula

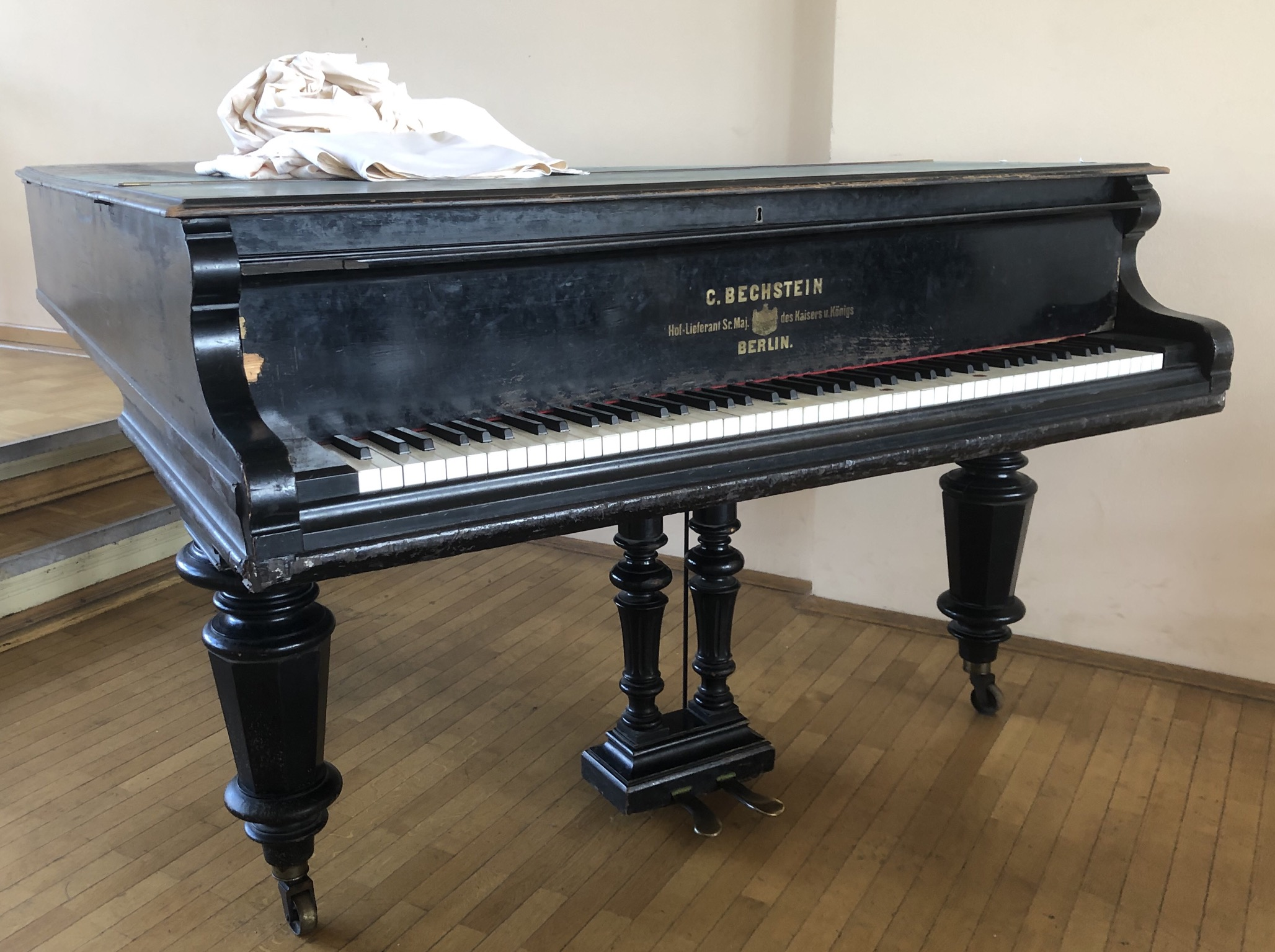
Bechstein-Flügel in der Aula

Die Integrierte Gesamtschule Willy Brandt Magdeburg ist eine Integrierte Gesamtschule in Magdeburg in Sachsen-Anhalt. Das Schulgebäude steht unter Denkmalschutz. Benannt ist die Schule nach dem deutschen Bundeskanzler Willy Brandt.

## Lage
Die Schule befindet sich straßenbildprägend auf der Westseite der Straße Westring im Magdeburger Stadtteil Stadtfeld West an der Adresse Westring 32.

## Architektur und Geschichte
Das Schulgebäude entstand in zwei Bauabschnitten in den Jahren von 1900 bis 1902 und 1912 bis 1914 nach einem Entwurf des Stadtbauinspektors Wilhelm Berner. Es wurde ab dem 14. September 1902 als Volks- und Bürgerschule mit der Bezeichnung Wilhelmstädter II. Volksschule betrieben. Es wurden in den Klassenstufen eins bis vier Mädchen und Jungen in 16 Klassen unterrichtet.

### Altbau
Der dreigeschossige Bau wurde auf einem hohen Sockelgeschoss im Stil der Neogotik gestaltet. Stilistisch lehnt sich der Bau an die Hannoveraner Schule nach Conrad Wilhelm Hase an. Während der Sockel und das Erdgeschoss mit roten Ziegeln erstellt sind, präsentieren sich die Fassaden der oberen Geschosse mit orangen Ziegeln und Putzelementen. Die straßenseitige Fassade ist 23-achsig mit einem höheren Mittelbau und zwei flachen Seitenrisaliten ausgeführt. Der Mittelbau verfügt über flache Eingangsrisalite, die mit Giebeln versehen sind. Die ursprünglich angelegten Eingänge werden jedoch nicht mehr genutzt und wurden später vermauert. Die Fensteröffnung sind als Segmentbögen gestaltet.
Am südlichen Ende des Gebäudes geht nach Westen ein Querflügel ab. Die Nebengebäude des Komplexes waren bereits mit dem ersten Bauabschnitt fertiggestellt worden, so eine Turnhalle und ein Schuldienerhaus. 1914/15 entstanden Windfänge vor den Hofeingängen.
Der Grundriss ist typisch für die Schulbauten der Gründerzeit. Es entstanden mittig angeordnete durchgängige Schulflure, von denen nach beiden Seiten die Klassenräume abgehen. Schon mit dem ersten Bauabschnitt wurden drei Treppenhäuser errichtet, je eins an den Haupteingängen und ein weiteres an der Nordseite. Mit dem zweiten Bauabschnitt, dem südlichen Teil, kam ein weiteres hinzu. Im Mittelbau erreichen die Räume im zweiten Obergeschoss eine Höhe von 5,5 Metern, ursprünglich waren dort zwei Zeichenräume untergebracht. Im Juli 1924 erfolgte ein Umbau, bei dem diese Räume zur Aule vereinigt wurden. Die Aula verfügt über gestaffelte Fenstergruppen und darüber angeordnete Ochsenaugen. Die Fenster im Aulageschoss sind als neogotische Spitzbögen ausgeführt.
1902 waren im Keller des Gebäudes zwei Haushaltsklassenräume eingerichtet worden. Die Toiletten waren als Latrinen auf dem Schulhof angelegt. Im Gebäude selbst gab es im Keller ein Schulbad sowie zwei Waschtoiletten auf jeder Etage, die jedoch dem Lehrpersonal vorbehalten waren.

### Versuchsschule und Neubau

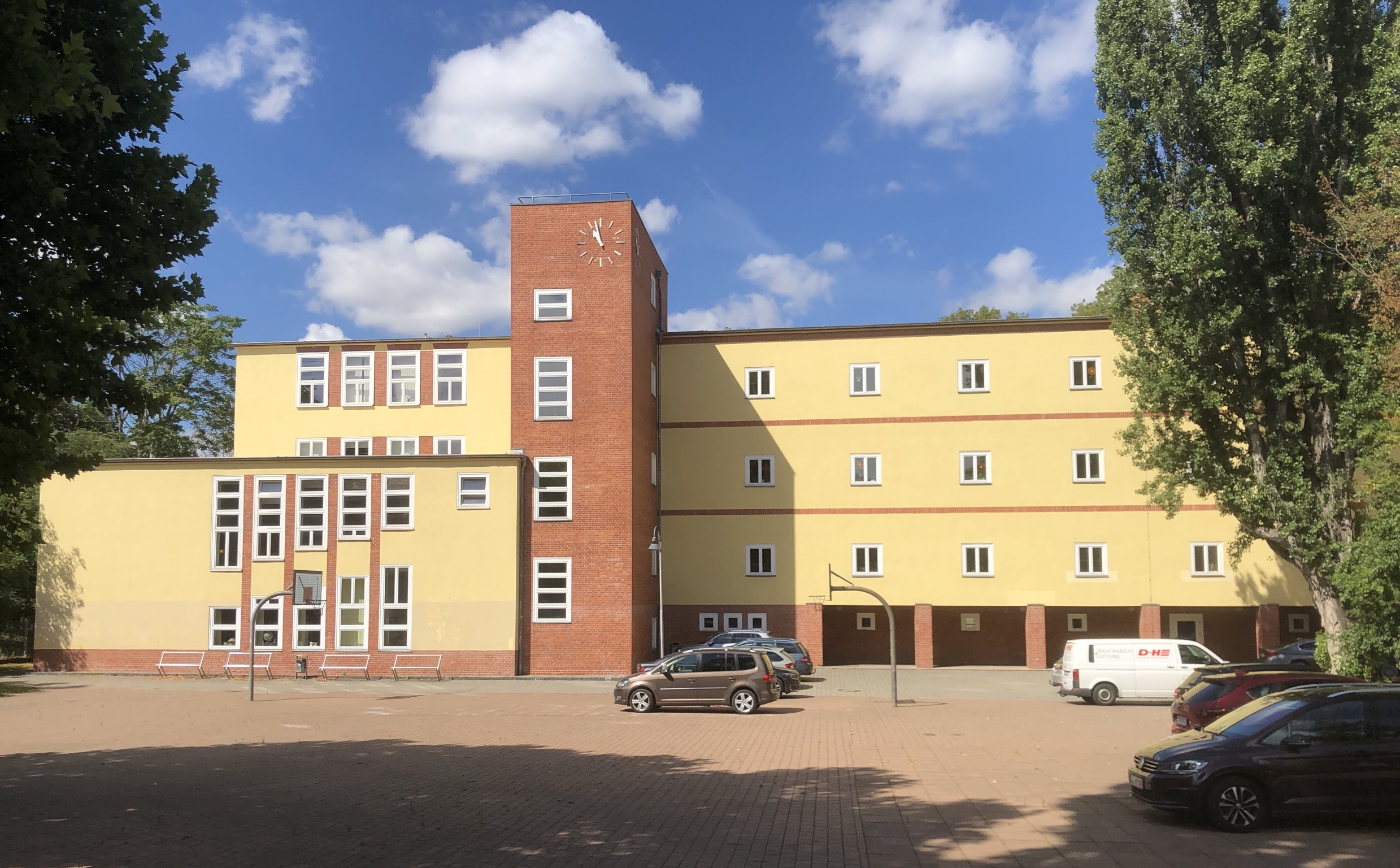
Ostseite des Neubaus, 2020

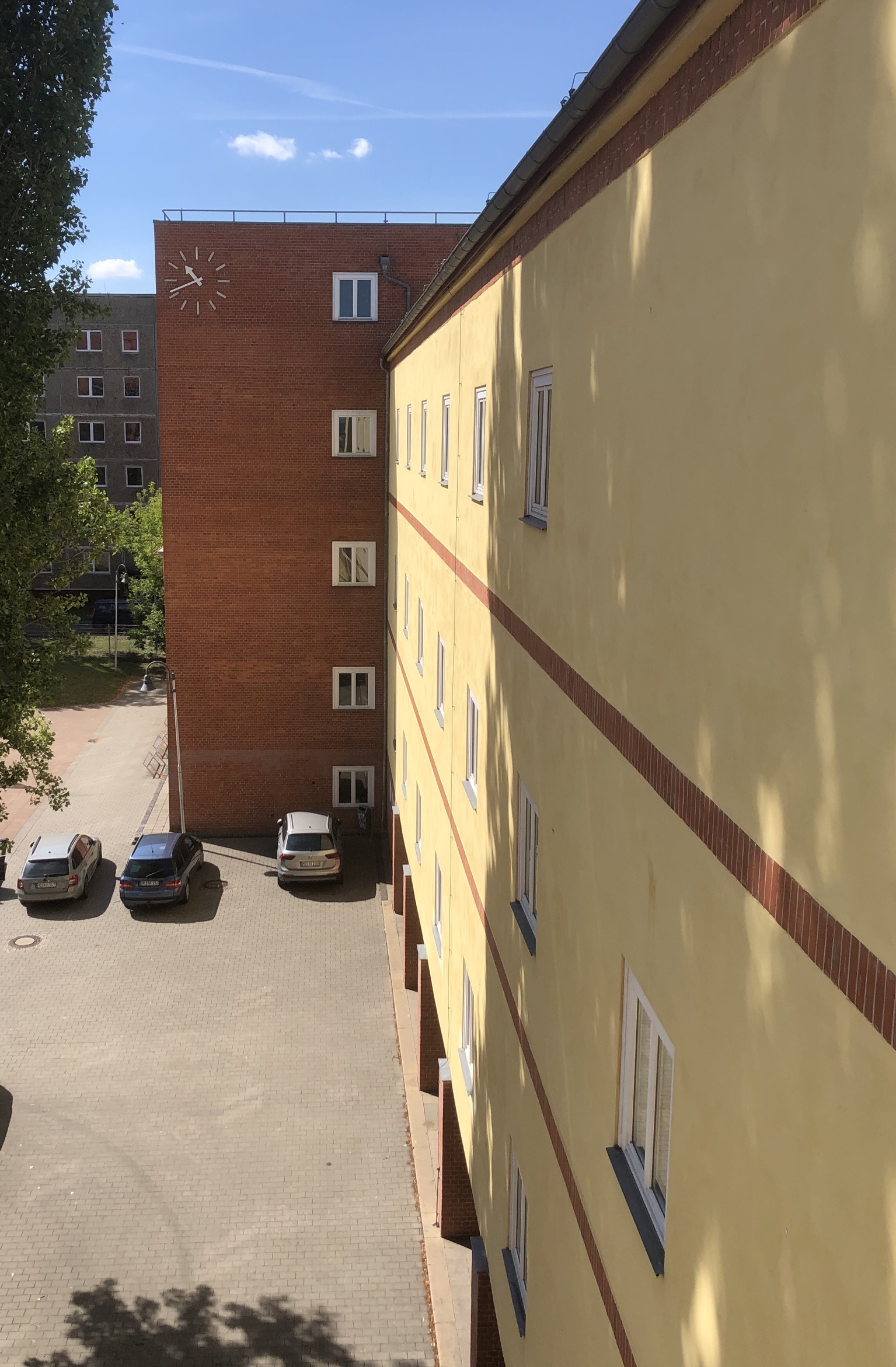
Blick von Norden zum Uhrenturm

1922 wurde der Reformpädagoge Fritz Rauch Schulleiter der Bürgerknabenschule. Am 18. Juni 1923 erhielt die Schule die Bezeichnung Magdeburger Versuchsschule verliehen. Sie verfolgt einen reformpädagogischen Ansatz in Anlehnung an die Lehren des Pädagogen Berthold Otto.
Es erfolgte vor dem Hintergrund des Baus naher Wohngebiete eine Erweiterung der Schule. Außerdem wurde die Schule 1924 zur Wahlschule und es erfolgte auch die Integration der Klassenstufen fünf bis sieben. 1926 entschied die Magdeburger Stadtverordnetenversammlung den Ausbau zur Vollanstalt. Ab Ostern 1927 erfolgte der Betrieb als Reformrealgymnasium für Mädchen und Jungen. 1929 wurden die Wilhelmstädter Knabenmittelschule und die Wilhelmstädter Sammelschule im Schulgebäude untergebracht, die bis dahin auf verschiedene Standorte verteilt waren.
Vom Querbau ausgehend erfolgte nach Süden der Anbau eines weiteren Schulhauses. Dieser Teil wurde von Johannes Göderitz und Fritz Kneller geplant und ist im Stil des Neuen Bauens in Anlehnung an den Bauhausstil entworfen.
Es entstanden von 1928 bis 1930 zwei- bis viergeschossige, mit Flachdächern bedeckt asymmetrische Baukörper. Aus dem Bau tritt ein Treppenhaus- und Uhrenturm hervor. In ihm befand sich ursprünglich eine Anlage für den Unterricht in Astronomie. Während der Turm, der Gebäudesockel, die schmal ausgeführten Gesimse und ein offener Pfeilergang mit roten Ziegeln verkleidet sind, präsentiert sich die übrige Fassade weitgehend mit heller Farbgebung verputzt. Am südlichen Ende besteht ein Baukörper in Quaderform. In ihm ist ein für Physik vorgesehener Hörsaal untergebracht. Die Fenster des Saals sind treppenartig angeordnet.
Die Klassenräume sind zur Westseite orientiert und verfügen dort über breite Fensterbänder. Nach Osten hin bestehen die kleinen quadratischen Fenster der Schulflure. Jeder Klassenraum erhielt eine Verbindung zu einem schmalen Garderobenraum. Es entstand auch ein Zeichensaal mit eigener Ausgangsmöglichkeit ins Freie. Neben Fachkabinetten für Chemie und Physik wurde auch eine Schulbücherei eingerichtet. Eine eigene Turnhalle sowie Aula wurde unter Kostengesichtspunkten nicht gebaut, insofern wurde auf die Einrichtungen des Altbaus zurückgegriffen.
Der Anbau wurde am 17. Juni 1930 eingeweiht und die Schule in Berthold-Otto-Schule umbenannt. In der Zeit der nationalsozialistischen Gewaltherrschaft wurden ab 1933 am Gymnasium nur noch Jungen unterrichtet. Weitere Veränderungen erfolgten 1934. So wurde die Sammelschule aufgelöst und an die Versuchsschule Magdeburg-West angegliedert. Diese Schule war teilweise am Sedanring, dem heutigen Westring, zum größten Teil aber in der Schmeilstraße untergebracht. Außerdem wurde die Knabenmittelschule in 3. Mittelschule für Knaben umbenannt. Im Jahr 1941 war im ältesten Teil des Komplexes eine Hilfsschule für Jungen und Mädchen untergebracht.

### Nachkriegszeit

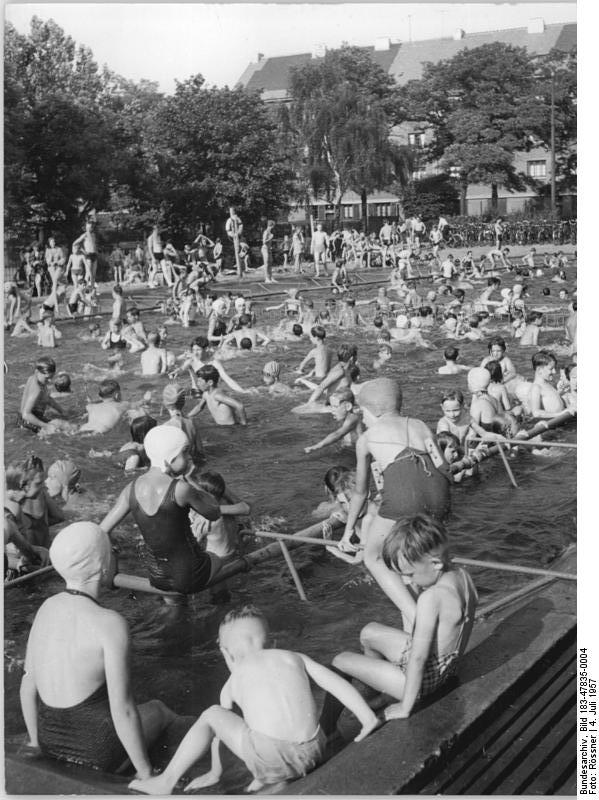
Bad der Berthold-Otto-Schule im Jahr 1957

Im Zweiten Weltkrieg blieb die Schule unzerstört. Ab Oktober 1945 wurden mehrere andere Schulen, deren Gebäude zerstört worden waren, ebenfalls im Gebäude untergebracht, so die Schulen aus der Annastraße und der Spielgartenstraße, die 8. und die 9. Volksschule. Es folgte noch die Hilfsschule II. Die Belegung mit weiteren Schulen blieb erhalten. 1946 war neben der Berthold-Otto-Schule auch die Wilhelmstädter 4. Grundschule samt Hilfsschulklassen im Haus. Bis zum 31. Dezember 1949 blieb die Wilhelmstädter 1. Grundschule, die spätere Gorkischule. Noch bis August 1956 befanden sich im Komplex die Wilhelmstädter 3. Grundschule, später Oskar-Linke-Schule und bis 1972 die Hilfsschule II, später Salzmannschule.
1949 wurde die im Objekt befindlichen Grundschulen in Oskar-Linke-Schule, benannt nach dem Pädagogen Oskar Linke und Hans-Löscher-Schule, nach dem Pädagogen Hans Löscher umbenannt. Im Jahr 1953 wurde im Neubau die neu gegründete Kinder- und Jugendsportschule untergebracht, die nach Berthold Otto benannt wurde. Die Funktion als Direktor übernahm Herbert Wahrendorf. Der Name Berthold Otto wurde 1962 gestrichen, so dass die Schule nun nur noch als Kinder- und Jugendsportschule Magdeburg bezeichnet wurde.
Aus der Hans-Löscher-Schule gingen 1975 die Polytechnischen Oberschulen (POS) Westring, erster Direktor Herr Kittel, und Hans-Löscher, Direktor ist der bereits seit 1966 amtierende Herr Hübner, hervor. Die POS Westring bezieht 1976 den südlichen Gebäudekomplex, nach dem die Kinder- und Jugendsportschule, das spätere Sportgymnasium Magdeburg, in ein neues Gebäude nach Cracau umgezogen war.
Am 13. Dezember 1978 wird anlässlich des 30. Jahrestags der Gründung der Pionierorganisation Ernst Thälmann die POS Westring in POS Philipp Daub umbenannt. Philipp Daub war von 1950 bis 1961 Bürgermeister Magdeburgs. An der Zeremonie nahm unter anderem seine Witwe Else Daub und seine Tochter Helga Nachtigall teil.
Im Jahr 1991 wurde aus den beiden Schulen Oskar-Linke und Philipp-Daub die heutige Integrierte Gesamtschule gebildet. Schulleiter wurde Herr Voßmerbäumer. Im Gebäude wurde außerdem die Grundschule „Am Westring“, mit den Klassenstufen eins bis vier, untergebracht, erste Leiterin war Frau Hantel. Diese ist seit dem Schuljahr 2021/2022 aufgrund gestiegener Schülerzahlen in einem Neubau an der Liebknechtstraße untergebracht.
Am 1. April 1993 erhielt die IGS auf Beschluss der Stadtverordnetenversammlung den Namen Willy Brandt.
Im örtlichen Denkmalverzeichnis ist die Schule unter der Erfassungsnummer 094 82776 als Baudenkmal verzeichnet.
Der Gebäudekomplex, mit seinem Kontrast völlig unterschiedlicher Baustile und dem ungestört erhaltenen Beispiel des Neuen Bauens gilt als architektur- und sozialgeschichtlich bedeutend.

## Persönlichkeiten
Bekannte Lehrer an der Schule waren:
- Willi Maertens (1915–2012), Musikwissenschaftler, war von 1946 bis 1952 Lehrer für Musik und Englisch
- Herbert Wahrendorf (1919–1993), Pädagoge und Sportler, leitete ab 1953 die Kinder Jugend- und Sportschule im Neubau

Bekannte Schüler an der Schule waren:
- Günter Fleischhauer (1928–2002), Musikwissenschaftler, besuchte die Berthold-Otto-Schule
- Hans Joachim Hildebrandt (1929–2020), Regisseur, besuchte ab 1947 die Berthold-Otto-Schule
- Rotraud Tönnies (1933–2017), Heimatforscherin und Veterinärin, legte 1951 an der Berthold-Otto-Schule ihr Abitur ab